# Beautiful Mistakes
Beautiful Mistakes è un singolo del gruppo musicale statunitense Maroon 5, pubblicato il 3 marzo 2021 come terzo estratto dal settimo album in studio Jordi.

## Descrizione
Traccia d'apertura dell'album, il brano ha visto la partecipazione della rapper statunitense Megan Thee Stallion.

## Video musicale
Il video musicale è stato reso disponibile l'11 marzo 2021.

## Tracce
Testi e musiche di Adam Levine, Andrew Goldstein, Jacob Kasher Hindlin, Joe Kirkland, Matthew Musto e Megan Pete.
1. Beautiful Mistakes (feat. Megan Thee Stallion) – 3:18

## Formazione
- Adam Levine – voce
- Megan Thee Stallion – voce aggiuntiva
- Andrew Goldstein – chitarra, tastiera, programmazione, produzione
- James Valentine – chitarra
- Blackbear – tastiera, programmazione, produzione
- Noah "Mailbox" Passovoy – produzione vocale, registrazione
- Șerban Ghenea – ingegneria del suono, missaggio
- Sam Schaberg – assistenza alla registrazione

## Classifiche

### Classifiche settimanali
| Classifica (2021) | Posizione massima |
| ----------------- | ----------------- |
| Argentina         | 66                |
| Australia         | 36                |
| Belgio (Fiandre)  | 30                |
| Belgio (Vallonia) | 12                |
| Canada            | 8                 |
| Corea del Sud     | 111               |
| Croazia           | 11                |
| Danimarca         | 39                |
| Francia           | 38                |
| Grecia            | 63                |
| Irlanda           | 36                |
| Islanda           | 20                |
| Italia            | 39                |
| Libano            | 17                |
| Lituania          | 45                |
| Malaysia          | 20                |
| Nuova Zelanda     | 21                |
| Portogallo        | 69                |
| Regno Unito       | 50                |
| Repubblica Ceca   | 93                |
| Romania           | 24                |
| Singapore         | 14                |
| Slovacchia        | 57                |
| Slovenia          | 36                |
| Stati Uniti       | 13                |
| Sudafrica         | 43                |
| Svizzera          | 52                |

### Classifiche di fine anno
| Classifica (2021) | Posizione |
| ----------------- | --------- |
| Belgio (Fiandre)  | 99        |
| Belgio (Vallonia) | 28        |
| Canada            | 12        |
| Corea del Sud     | 195       |
| Croazia           | 54        |
| Danimarca         | 81        |
| Francia           | 85        |
| Islanda           | 62        |
| Portogallo        | 133       |
| Stati Uniti       | 34        |
| Svizzera          | 87        |
| Classifica (2022) | Posizione |
| Islanda           | 99        |

## Date di pubblicazione
| Paese                 | Data          | Formato                      | Nota   |
| --------------------- | ------------- | ---------------------------- | ------ |
| Mondo                 | 3 marzo 2021  | Download digitale, streaming | [ 45 ] |
| Italia                | 5 marzo 2021  | Contemporary hit radio       | [ 46 ] |
| Stati Uniti d'America | 8 marzo 2021  | Adult contemporary radio     | [ 47 ] |
| Stati Uniti d'America | 9 marzo 2021  | Contemporary hit radio       | [ 48 ] |
| Regno Unito           | 3 aprile 2021 | Adult contemporary radio     | [ 49 ] |